# Ciència en acció
Ciència en acció (publicat l'any 1987) és considerat un clàssic dins la Sociologia del Coneixement Científic. El seu autor és l'antropòleg, filòsof i sociòleg de la ciència francès Bruno Latour, un dels pares de la teoria de l'actor-xarxa.
Latour segueix els principis d'imparcialitat i simetria -característics del Programa Fort i de la Sociologia del Coneixement respectivament- en l'anàlisi de la tecnociència. Fent ús d'una sèrie de principis i regles estableix una separació significativa de la ciència en dos moments: ciència acabada i ciència en procés de controvèrsies (quan no s'han tancat les caixes negres). Aquesta segona versió de la ciència és la que considera interessant per l'estudi del procés col·lectiu de producció de la tecnociència.
Estructurat en tres parts de dos capítols cada una i un darrer «Post scriptum», la primera part tracta sobre la retòrica de la ciència, quan els actors que participen en la ciència es convencen i persuadeixen dels resultats. En el capítol «Literatura» analitza la literatura científica com a exemple de retòrica sofisticada destinada a combregar adhesions i refusar opositors, afirmant que com més complex és un article, és més social, perquè precisa més associacions que el facin creïble. En «Laboratorios» incorpora diverses conceptualitzacions importants en la teoria de l'actor-xarxa: inscripcions, portaveus, proves de resistència, creació de contralaboratoris. En els laboratoris es construeixen les caixes negres de la ciència. També s'afirma que el destí de fets i artefactes científics depèn de l'ús posterior, dels usuaris, del que es dedueix que les característiques d'un artefacte són la conseqüència de l'acció col·lectiva. En la tercera regla del mètode Latour afirma que la clausura d'una contro vèrsia és la causa de la representació de la naturalesa, i no la seva conseqüència, aleshores no es pot recórrer a la naturalesa per explicar la clausura de les controvèrsies.
En la segona part «Máquinas» vol mostrar que la fabricació de la tecnociència implica recursos humans i no-humans, sense establir privilegis entre actors, una afirmació polèmica però que ja té antecedents en Durkheim. Latour introdueix el concepte de traducció (tàctiques per sumar esforços, guanyar col·laboradors, en un procés que sempre significa una alteració dels pressupostos inicials), i quins processos intervenen fins a la clausura de la caixa negra. Així oposa al model de difusió existent el model de traducció a través del principi de simetria, que incorpora la col·lectivitat en el procés de clausura de la ciència. Però afirmar que la tecnociència és el resultat de l'esforç col·lectiu és dir que aquesta té una condició invariablement política. En el següent capítol «Los que están dentro salen al exterior» es vol mostrar l'estreta relació entre científics i societat a través de les diverses associacions que intervenen en l'estabilització dels fets de la ciència, i com aquests esdevenen representacions sobre la Societat (la quarta regla del mètode coincideix amb la tercera, només s'ha de substituir la paraula naturalesa per societat).
La tercera part «Tribunales de la razón» i «Centros de cálculo» és una crítica a la racionalitat. Segons Latour la tecnociència presenta les propietats d'una xarxa d'associacions que acumula fets en funció d'una divisió artificial entre racionalitat/irracionalitat contribuint a la ‘mobilització del món'. La xarxa, amb la creació de centres de càlcul que integren eines, inscripcions, fórmules, taxonomies i teories, contribueix a la consolidació d'un poderós mecanisme relacional d'assimilació i expansió que condemna la resta del món a la marginalitat, atresorant la prerrogativa sobre la veritat i el coneixement significatiu.
En el darrer capítol «Post scriptum» Latour proposa un gir contracopèrnica (més enllà del gir social) que permeti orientar els estudis socials de la ciència amb el retrobament d'una metafísica experimental que inclogui els quasiobjectes, mitjançant la fusió de la realitat natural i social de l'individu en un període a-modern. Es tractaria de l'acceptació d'una ontologia variable entre actors no privilegiats per superar el dualisme kantià.